# Hieronim od Krzyża Iyo
Hieronim od Krzyża Iyo, (Hieronim od Krzyża de Torres) (jap. ヘロニモ伊予 Heronimo Iyo; Hieronymus of the Cross, ur. ? w Nagasaki, zm. 3 września 1632 tamże) − błogosławiony Kościoła katolickiego, męczennik, ofiara prześladowań antykatolickich w Japonii, prezbiter, japoński tercjarz franciszkański.

## Geneza męczeństwa - tło historyczne
Rosnące wraz z liczebnością chrześcijan ich wpływy na życie społeczne, spory o metody ewangelizacji, a także awanturnictwo rywalizujących ze sobą kupców z Hiszpanii i Portugalii wpłynęły na zmianę początkowo przychylnego stosunku, obawiających się osłabienia swej pozycji siogunów i książąt. Po okresie wzmożonej działalności misyjnej Kościoła katolickiego, gdy w 1614 roku siogun Ieyasu Tokugawa wydał edykt zniszczenia chrześcijaństwa na mocy którego pod groźbą utraty życia wszyscy misjonarze mieli opuścić kraj, a praktykowanie i nauka religii zakazana, rozpoczęły się trwające ponad 200 lat krwawe prześladowania chrześcijan.

## Życiorys
Pochodzący z Nagasaki uczył się we franciszkańskiej szkole w Arima. Przełożeni wysłali go do Manilii na studia, które uwieńczył otrzymaniem sakramentu święceń kapłańskich. W czasie pobytu na Filipinach został przyjęty do trzeciego zakonu franciszkańskiego. Powołanie realizował wśród rodaków od 1628 roku. Potajemne apostołowanie przerwało aresztowanie w 1631 roku, gdy uwięziony został 
ow w Ōmurze. 5 grudnia 1631 roku został przewiezieni do Nagasaki i tam po torturach polegających na biciu, podtapianiu, wystawianiu na słoneczny skwar, polewaniu poranionego gorącą wodą siarczaną 3 września 1632 roku został skazany na śmierć i żywcem spalony z pięcioma współtowarzyszami: Antonim Ishidą Kyūtaku, Bartłomiejem Gutierrez'em, Gabrielem od św. Magdaleny, Franciszkiem od Jezusa Terrero de Ortega Pérezem, Wincentym od św. Antoniego Simões de Carvalho.
Hieronim od Krzyża Iyo znalazł się w grupie 205 męczenników japońskich beatyfikowanych 7 lipca 1867 roku w Rzymie przez papieża Piusa IX.
Dies natalis (dzienna rocznica śmierci) jest dniem, kiedy wspominany jest w Kościele katolickim, wraz z pozostałymi dwustu pięcioma ofiarami 10 września.